# 巴爾卡尼鄉 (科瓦斯納縣)
45°42′N 26°5′E / 45.700°N 26.083°E
巴爾卡尼鄉（羅馬尼亞語：Comuna Barcani, Covasna），是羅馬尼亞的鄉份，位於該國中部，由科瓦斯納縣負責管轄，面積57平方公里，海拔高度754米，2007年人口3,987，人口密度每平方公里69人。